# Lillevattnet (Hjärtums socken, Bohuslän)
Lillevattnet är en sjö i Lilla Edets kommun i Bohuslän och ingår i Bäveåns huvudavrinningsområde.